# 三浦華子
三浦 華子（みうら はなこ、1975年3月28日- ）は、日本の元体操選手。

## 人物
広島県東広島市出身。藤村女子中学校・高等学校、亜細亜大学卒業。朝日生命体操クラブ出身。
女子段違い平行棒のオリジナル技「ミウラ」を編み出している（1992年登録）。
2004年に渡米し、現在はアメリカ合衆国カリフォルニア州にある体操クラブで指導にあたっている。

## おもな成績
- 1992年バルセロナオリンピック（女子個人総合：66位、予選敗退）
- 1993年全日本体操競技選手権大会（女子個人総合優勝）
- 1994年アジア競技大会 （団体総合 銀メダル）
- 1996年アトランタオリンピック出場選手（女子個人総合：68位、予選敗退）